# Boree Creek
Boree Creek är en ort i Australien. Den ligger i kommunen Lockhart och delstaten New South Wales, i den sydöstra delen av landet, omkring 440 kilometer väster om delstatshuvudstaden Sydney.
Trakten runt Boree Creek är nära nog obefolkad, med mindre än två invånare per kvadratkilometer.. Närmaste större samhälle är Lockhart, omkring 15 kilometer sydost om Boree Creek.
Trakten runt Boree Creek består till största delen av jordbruksmark. Genomsnittlig årsnederbörd är 607 millimeter. Den regnigaste månaden är februari, med i genomsnitt 83 mm nederbörd, och den torraste är oktober, med 25 mm nederbörd.